# Aequoreus disfasciatus
Aequoreus disfasciatus är en insektsart som beskrevs av Huang 1989. Aequoreus disfasciatus ingår i släktet Aequoreus och familjen dvärgstritar. Inga underarter finns listade i Catalogue of Life.